# Vic Hanson
Victor Arthur Hanson, detto Vic (Watertown, 30 luglio 1903 – Syracuse, 10 aprile 1982), è stato un cestista, giocatore di football americano, allenatore di football americano e giocatore di baseball statunitense, membro del Naismith Memorial Basketball Hall of Fame dal 1960 come cestista.

## Carriera
Fu un atleta polisportivo, tra i più affermati della sua epoca. È l'unico sportivo ad essere stato inserito nel College Football Hall of Fame e nel Naismith Memorial Basketball Halls of Fame.
Fu anche giocatore di baseball, che praticò non solo a livello di college alla Syracuse University, ma anche nella squadra giovanile dei New York Yankees.
Giocò a pallacanestro a Syracuse, ed in seguito nei Cleveland Rosenblums e nei Syracuse All-Americans. La carriera di giocatore di football americano si sviluppò sempre a Syracuse, dove nel 1930 divenne allenatore. Mantenne l'incarico fino al 1936.